# Lottia subrugosa
Lottia subrugosa (denominada, em português, caramujo-tigela e chapéu-chinês; com a denominação geral lapa dada aos moluscos com este formato) é uma espécie de molusco gastrópode marinho do oeste do oceano Atlântico, pertencente à família Lottiidae da subclasse Patellogastropoda; nos séculos XIX e XX colocada na família Acmaeidae. Foi classificada com o nome Acmaea subrugosa por Alcide Charles Victor Marie Dessalines d'Orbigny, em 1841, na obra Voyage dans l'Amérique Méridionale (le Brésil, la république orientale de l'Uruguay, la République argentine, la Patagonie, la république du Chili, la république de Bolivia, la république du Pérou), exécuté pendant les années 1826, 1827, 1828, 1829, 1830, 1831, 1832, et 1833. Volume 5 (4). Zoophytes.

## Descrição da concha e hábitos
Concha pateliforme, dotada de coloração com disposição radial e irregular de faixas cinza-esbranquiçadas e castanhas; com até 3 centímetros de comprimento, quando desenvolvida; com lados convexos e ápice direcionado para a frente. Quando em vida, apenas o final toca o substrato. Vista inferiormente, em sua superfície côncava, é perceptível a presença de uma cicatriz muscular castanho-escura.
É encontrada aderida em rochas, falésias, costões rochosos, arrecifes e destroços submersos, junto a cracas (Tetraclita stalactifera (Lamarck, 1818)) e bancos de mexilhões (Perna perna (Linnaeus, 1758), Mytilaster solisianus (d'Orbigny, 1842) e Brachidontes darwinianus (d'Orbigny, 1842)) da zona entremarés, em locais abrigados e expostos às ondas, alimentando-se de minúsculas algas marinhas.

## Distribuição geográfica
Lottia subrugosa ocorre da região nordeste do Brasil (Ceará) até a costa do Uruguai, na América do Sul. Esta espécie pode ser encontrada nos sambaquis brasileiros, embora pouco presente, tendo importância arqueológica desconhecida.